# Збірна КНДР з футболу
Збірна КНДР (Північної Кореї) з футболу — національна футбольна команда Північної Кореї. 
Станом на 3 квітня 2025 посідає 118-e місце у рейтингу футбольних збірних світу.

## Історія

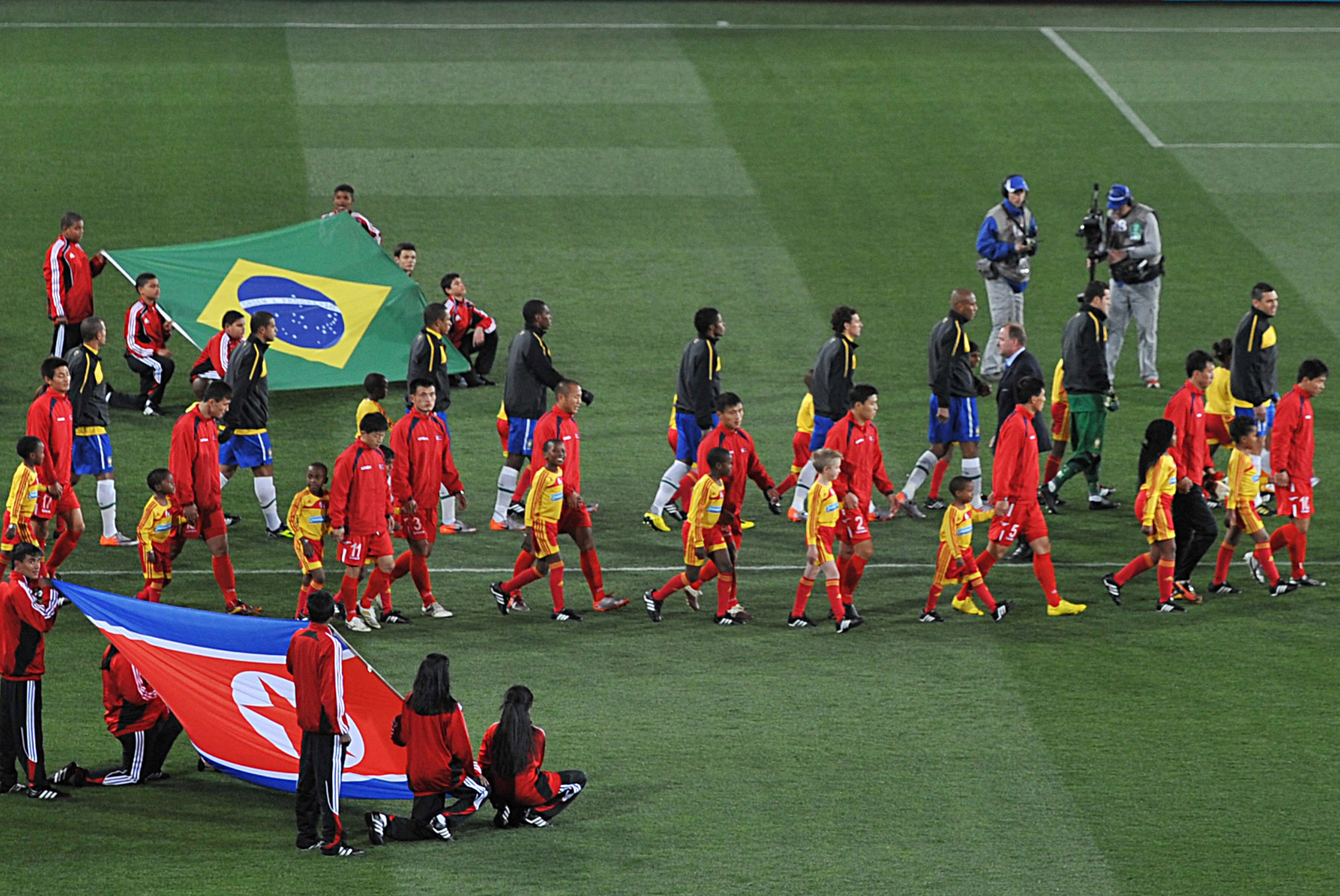
Збірна КНДР виходить на матч проти збірної Бразилії на чемпіонаті світу 2010

Збірна вперше вийшла в фінальну частину чемпіонату світу в 1966. Тоді в груповому етапі поступилися команді СРСР 0:3, зіграли внічию з командою Чилі (1:1) і сенсаційно перемогли італійців 1:0. В ¼ фіналу досить несподівано перемагали португальців з рахунком 3:0, проте поступилися з рахунком 3:5. 
Вдруге збірна КНДР зіграла на Чемпіонаті світу 2010 року. Досить вдало стартувавши проти Бразилії, програвши з рахунком 1:2 та зумівши забити гол на останніх хвилинах, північні корейці потім розгромно поступился португальцям (0:7) та івуарійцям (0:3).

## Виступи на міжнародних турнірах

### Чемпіонат світу
- з 1930 по 1962 — не брала участь
- 1966 — чвертьфінал
- з 1970 по 1994 — не пройшла кваліфікацію
- з 1998 по 2002 — не брала участь
- 2006 — не пройшла кваліфікацію
- 2010 — груповий етап
- з 2014 по 2018 — не пройшла кваліфікацію
- 2022 — знялася зі змагань
- 2026 — не пройшла кваліфікацію

### Кубок Азії
- з 1956 по 1972 — не брала участь
- 1976 — не пройшла кваліфікацію
- 1980 — 4-те місце
- 1984 — не брала участь
- 1988 — не пройшла кваліфікацію
- 1992 — груповий етап
- 1996 — не брала участь
- з 2000 по 2004 — не пройшла кваліфікацію
- 2007 — не допущена
- 2011 — груповий етап
- 2015 — груповий етап
- 2019 — груповий етап
- 2023 — знялася зі змагань
- 2027 — кваліфікувалася

### Олімпійські ігри
- з 1900 по 1960 — не брала участь
- 1964 - пройшла кваліфікацію, але відмовилась від участі
- з 1968 по 1972 — не пройшла кваліфікацію
- 1976 — чвертьфінал
- 1980 — не пройшла кваліфікацію
- з 1984 по 1988 — не брала участь
- 1992 — не пройшла кваліфікацію
- 1996 — не брала участь
- з 2000 по 2024 — не пройшла кваліфікацію